# Apolinary Kurowski
Apolinary Kurowski (1818 - 11 mai 1878) est un partisan de l'Insurrection de Grande-Pologne (1848) et de l'insurrection de janvier (1863).

## Biographie
Il est le propriétaire du village de Tyniec près de Jędrzejów (Voïvodie de Sainte-Croix aujourd'hui). En 1846, il rejoint la conspiration pour organiser le soulèvement. En 1847, il est arrêté par les Prussiens qui le condamnent à mort par décapitation. Il s'échappe et participe à l'Insurrection de Grande-Pologne.
Après le déclenchement de l'insurrection de janvier, il est nommé à la tête de la province de Cracovie. Il subit une cuisante défaite à la bataille de Miechów (pl) (17 février 1863). 200 insurgés trouvent la mort. De nombreux prisonniers sont sauvagement exécutés. En représailles, la ville est incendiée. À la suite de l'engagement, Kurowski est démis de son commandement et s'exile en Suisse.

## Sources
- (pl) Cet article est partiellement ou en totalité issu de l’article de Wikipédia en polonais intitulé « Apolinary Kurowski » (voir la liste des auteurs).